# Latissus dilatatus
Latissus (лат.) — вид равнокрылых цикадовых насекомых из семейства Issidae (Fulgoroidea, Homoptera), единственный в составе монотипического рода Latissus.

## Распространение
Палеарктика: Испания, Турция, Франция, Черногория.

## Описание
Передние крылья с гипокостальной пластинкой. Метопе (лоб)в верхней части с горизонтальным поперечным килем. Форма тела компактная, голова короткая и широкая. Ноги короткие и крепкие.